# ローレンス・デプルス
ローレンス・デプルス（Laurens De Plus、1995年9月4日 - ）はベルギー、アールスト出身の自転車競技選手。

## 主な戦績

### 2018
- 世界選手権　チームタイムトライアル 優勝

### 2019
- UAEツアー　区間優勝(第1ステージ・チームタイムトライアル)
- ツール・ド・フランス　区間優勝(第2ステージ・チームタイムトライアル)
- ビンクバンク・ツアー　 総合優勝